# Gloeospermum dichotomum
Gloeospermum dichotomum là một loài thực vật có hoa trong họ Hoa tím. Loài này được (Rusby) Melch. mô tả khoa học đầu tiên năm 1924.